# Hate Squad
Hate Squad — трэш-метал-группа из Ганновера, Германия, образованная в 1993 году под названием Suffering. 

## История группы
Группа была образована в 1993 года под названием Suffering в составе: Бурхард Шмит (нем. Burkhard Schmitt) — вокал, Тим Баумейстер (нем. Tim Baumeister) — гитара, Хельге Долгенер (нем. Helge Dolgener) — барабаны и Роберт Радека (нем. Robert Radeka) — гитара. Примечателен тот факт, что для всех участников это была их первая группа. Спустя четыре месяца группа выпустила своё первое демо. Вскоре после его выхода был подписан контракт с лейблом «GUN Records».
Дебютный альбом Theater of Hate, выпущенный в ноябре 1994, был тепло встречен критиками и поклонниками. Большим успехом для группы стало выступление на десятом юбилейном фестивале Dynamo Open Air перед сто двадцатью тысячами зрителей.
В октябре 1995 года выходит второй альбом I.Q. Zero. Снятые в поддержку альбома клипы на песни «Not My God» и «I.Q. Zero» попадают в ротацию MTV и VIVA TV.
24 июля 1996 года группа выпустила мини-альбом под названием Sub Zero — The Remixes, содержащий ремиксы на их песни. Альбом получил неоднозначную реакцию поклонников и критиков.
После участия в нескольких фестивалях группа приступила к записи своего третьего альбома Pzyco!, для чего отправилась в Малагу, в Испанию. Продюсером выступил Дэниел Берстранд (нем. Daniel Berstrand). Альбом поступил в продажу в апреле 1997 года. Pzyco! получил 9 баллов из 10 от журнала Rock Hard. Лейбл не выделил музыкантам достаточно денег на проведение масштабного тура в поддержку альбома, и вскоре музыканты прекращают с ним сотрудничество.
Следующий альбом группы, H8 for the Masses, выходит только в 2004 году. В группе появляются два новых гитариста — Марк Кунеман (нем. Mark Kühnemann) и Мартин Бланкенбург (нем. Martin Blankenburg).

## Дискография
- 1994 — Theater of Hate
- 1995 — I.Q. Zero[2]
- 1996 — Sub Zero — The Remixes EP
- 1997 — Pzyco![1]
- 2004 — H8 for the Masses[3]
- 2008 — Degüello Wartunes[4][5]
- 2011 — Katharsis[6]
- 2013 — You Are Not My Fuckin’ God (Best Of 20 Years Of Raging Hate)[7]